# NGC 3131
NGC 3131 je galaksija u zviježđu Lavu.

## Vanjske poveznice
- SEDS: NGC 3131